# Borya (cráter)

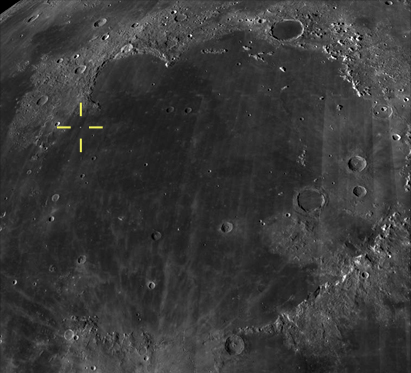
Borya es uno de los doce cráteres lunares localizados en el noroeste del Mare Imbrium

Borya es un cráter localizado en la parte noroeste del Mare Imbrium, en el sector noroeste del lado visible de la Luna. Se encuentra al sur de Kolya, Leonid y Albert. Muy próximo en dirección noroeste se encuentra Valera, y al sur Gena y los cráteres gemelos Vitya y Kostya.
Los elementos más destacables de la zona son el Promontorium Heraclides (30 km al norte) y el cráter C. Herschel (150 km al sur-sureste) del área explorada por el Lunojod 1.

## Descripción
El nombre recibido es el diminutivo ruso de "Boris", y fue dado por la IAU el 14 de junio de 2012. Es uno de los doce cráteres por los que pasó el Lunojod 1, y el más grande, con 400 m de diámetro.
Fue localizado el 17 de marzo de 2010 por Albert Abdrakhimov, basándose en una fotografía tomada por el LRO.